# Sticky Fingers
Sticky Fingers – dziewiąty w Wielkiej Brytanii i jedenasty w Stanach Zjednoczonych album angielskiej grupy rockowej The Rolling Stones wydany 23 kwietnia 1971.
W 2003 album został sklasyfikowany na 63. miejscu listy 500 albumów wszech czasów dwutygodnika „Rolling Stone”.

## Lista utworów
| 1.  | „Brown Sugar”                                                     | 3:50  |
|     |                                                                   |       |
| 2.  | „Sway”                                                            | 3:52  |
|     |                                                                   |       |
| 3.  | „Wild Horses”                                                     | 5:44  |
|     |                                                                   |       |
| 4.  | „Can’t You Hear Me Knocking”                                      | 7:15  |
|     |                                                                   |       |
| 5.  | „You Gotta Move” (Fred McDowell/Rev. Gary Davis)                  | 2:34  |
|     |                                                                   |       |
| 6.  | „Bitch”                                                           | 3:37  |
|     |                                                                   |       |
| 7.  | „I Got the Blues”                                                 | 3:54  |
|     |                                                                   |       |
| 8.  | „Sister Morphine” (Mick Jagger/Keith Richards/Marianne Faithfull) | 5:34  |
|     |                                                                   |       |
| 9.  | „Dead Flowers”                                                    | 4:05  |
|     |                                                                   |       |
| 10. | „Moonlight Mile”                                                  | 5:56  |
|     |                                                                   |       |
|     |                                                                   | 46:21 |
|     |                                                                   |       |

## Twórcy
- Mick Jagger – śpiew, akustyczna gitara, śpiew towarzyszący, gitara, perkusja
- Keith Richards – śpiew towarzyszący, elektryczna gitara, akustyczna gitara, śpiew, gitara
- Mick Taylor – elektryczna gitara, guitara, akustyczna gitara, gitara slide
- Charlie Watts – perkusja
- Bill Wyman – gitara basowa, elektryczna gitara
- Ry Cooder – gitara slide
- Jim Dickinson – pianino
- Rocky Dijon – konga
- Nicky Hopkins – pianino
- Bobby Keys – saksofon
- Jimmy Miller – perkusja
- Jack Nitzsche – pianino
- Billy Preston – organy
- Jim Price – trąbka, pianino
- Ian Stewart – pianino

## Listy przebojów

### Album
| Rok  | Lista                | Pozycja |
| ---- | -------------------- | ------- |
| 1971 | UK Top 50 Albums     | 1       |
| 1994 | UK Top 75 Albums     | 74      |
| 1971 | Billboard Pop Albums | 1       |
| 1972 | Billboard Pop Albums | 126     |
| 1978 | Billboard Pop Albums | 134     |
| 1981 | Billboard Pop Albums | 133     |

### Single
| rok  | Single                          | Lista                 | Pozycja |
| ---- | ------------------------------- | --------------------- | ------- |
| 1971 | „Brown Sugar/Bitch/Let It Rock” | UK Top 50 Singles     | 2       |
| 1971 | „Brown Sugar”                   | The Billboard Hot 100 | 1       |
| 1971 | „Wild Horses”                   | The Billboard Hot 100 | 28      |

## Certyfikaty i sprzedaż
| Kraj                                   | Certyfikat         | Sprzedaż   |
| -------------------------------------- | ------------------ | ---------- |
| Australia (ARIA)                       | złota płyta        | 35 000+    |
| Stany Zjednoczone (RIAA)               | 3x platynowa płyta | 3 000 000+ |
| Wielka Brytania (BPI) (wydanie z 2015) | platynowa płyta    | 300 000+   |
| Włochy (FIMI)                          | złota płyta        | 25 000+    |